# Fernando Forletta
Fernando Ariel Forletta (nacido en Rosario el 3 de julio de 1969) es un exfutbolista argentino. Jugaba como mediocampista, y su primer club fue Rosario Central.

## Carrera
Debutó en el canalla en 1990, el 14 de diciembre de ese año, ante Gimnasia y Esgrima La Plata, con empate en un gol, cotejo válido por la 18.ª fecha del Apertura. Al año siguiente logró mayor continuidad en el once titular. En Central se mantuvo hasta fines de 1993, disputando 87 encuentros y marcando un gol; fue ante Huracán el 1 de agosto de 1993, empate 2-2. Pasó entonces a Central Córdoba de Rosario, disputando el torneo de la Primera B Nacional. Cerró su carrera jugando en Brasil, para Moto Club de São Luís, donde se lo considera ídolo del club, habiendo ganado en dos oportunidades el Campeonato Maranhense (2000 y 2001).

## Clubes
| Club                      | País      | Año       |
| ------------------------- | --------- | --------- |
| Rosario Central           | Argentina | 1990-1993 |
| Central Córdoba (Rosario) | Argentina | 1994-1995 |
| Moto Club de São Luís     | Brasil    | 1999-2001 |

Del 1 de enero de 1996 hasta el 31 de mayo de 1999 jugó en el Club Atlético Rosario Central (Equipo Reserva).

## Palmarés
| Equipo                | Liga       | País   | Título           | Año  |
| --------------------- | ---------- | ------ | ---------------- | ---- |
| Moto Club de São Luís | Maranhense | Brasil | Primera División | 2000 |
| Moto Club de São Luís | Maranhense | Brasil | Primera División | 2001 |